# Klingenberg (Sassonia)
Klingenberg è un comune di 2.089 abitanti della Sassonia, in Germania.
Appartiene al circondario della Svizzera Sassone-Monti Metalliferi Orientali (targa PIR) ed è parte della comunità amministrativa (Verwaltungsgemeinschaft) di Pirna.
Il comune è stato costituito nel 2013 dalla fusione dei comuni di Höckendorf e Pretzschendorf.